# Jules-Henri Marchant
Pour les articles homonymes, voir Marchant.
Jules-Henri Marchant, né le 27 mai 1940 à Thines (actuellement partie de la ville de Nivelles, en Belgique) et mort le 27 mai 2015, est un metteur en scène et acteur belge.

## Filmographie partielle

### Au cinéma
- 1973 : Ras le bol de Michel Huisman
- 1973 : La Fête à Jules de Benoît Lamy
- 1988 : L'Œuvre au noir d'André Delvaux : l'évêque

### A la télévision
- 1972 : Les Évasions célèbres, épisode Jacqueline de Bavière : Brabant

## Distinctions
- (en) Jules-Henri Marchant: Awards, sur l'Internet Movie Database